# Mảng Dương Tử
Mảng Dương Tử, hay còn gọi là địa khối Hoa Nam, bao gồm toàn bộ miền nam Trung Quốc. Nó có ranh giới phía đông với mảng Okinawa qua đới tách giãn tạo thành trũng Okinawa là một bồn trũng sau cung, phía nam là mảng Sunda và mảng Philippines, và phía bắc và tây là mảng Á-Âu. Đứt gãy Long Môn Sơn là ranh giới với mảng Á Âu gây ra trận động đất Tứ Xuyên 2008.
Mảng Dương Tử được hình thành khi tách ra từ siêu lục địa Rodinia 750 triệu năm trước, trong đại Tân Nguyên Sinh (Neoproterozoic). Khối Nam Trung Hoa tách ra khỏi Gondwana trong kỷ Silua. Trong thời gian hình thành siêu lục địa Pangaea, Hoa Nam là một lục địa riêng biệt nhỏ hơn nằm ngoài khơi bờ đông của siêu lục địa này và trôi về phía bắc. Trong kỷ Trias, mảng Dương Tử va chạm vào mảng Hoa Bắc, kết hợp với Pangaea, và tạo thành bồn trũng Tứ Xuyên. Trong Kainozoi, mảng Dương Tử chịu ảnh hưởng bởi sự va chạm của mảng Ấn Độ và Á Âu tạo thành dãy núi Long Môn. Nó di chuyển về phía nam dọc theo đứt gãy Sông Hồng.